# Glaucium insigne
Glaucium insigne är en vallmoväxtart som beskrevs av Popow. Glaucium insigne ingår i Hornvallmosläktet som ingår i familjen vallmoväxter. Inga underarter finns listade i Catalogue of Life.